# フロム・ウィッシュ・トゥ・エタニティ
フロム・ウィッシュ・トゥ・エタニティ（From Wishes To Eternity）は、ナイトウィッシュの1枚目のライブアルバム。CD、DVD、VHSで発売された（CDは限定生産）。

## 収録曲
1. ザ・キンスレイヤー The Kinslayer
2. シー・イズ・マイ・シン She Is my Sin
3. ディープ・サイレント・コンプリート Deep Silent Complete
4. ザ・ファラオ・セイルズ・トゥ・オライオン  The Pharaoh Sails To Orion
5. カム・カヴァー・ミー Come Cover Me
6. ワンダーラスト Wanderlust
7. インストゥルメンタル（クリムゾン・タイド／ディープ・ブルー・シー） Instrumental (Crimson Tide / Deep Blue Sea)
8. スワンハート Swanheart
9. エルヴェンパス Elvenpath
10. ファンタスミック  パート 3 FantasMic part 3
11. デッド・ボーイズ・ポエム Dead Boy's Poem
12. サクラメント・オブ・ウィルダーネス Sacrament of Wilderness
13. ウォーキング・イン・ジ・エアー Walking in the Air
14. ビューティ・アンド・ザ・ビースト Beauty And The Beast
15. ウィッシュマスター Wishmaster

## 参加ミュージシャン
- ターヤ・トゥルネン Tarja Turunen
- ツォーマス・ホロパイネン Tuomas Holopainen
- エンプ・ヴオリネン Emppu Vuorinen
- ユッカ・ネヴァライネン Jukka Nevalainen
- サミ・ヴェンスケ（英語版） Sami Vänskä
- トニー・カッコ Tony Kakko
- タピオ・ウィルスカ（英語版） Tapio Wilska